# Psilogramma villani
Psilogramma villani là một loài bướm đêm thuộc họ Sphingidae. Loài này có ở Philippines.